# Wörlitz
Wörlitzⓘ – dzielnica miasta Oranienbaum-Wörlitz w Niemczech, w kraju związkowym Saksonia-Anhalt, w powiecie Wittenberga.
Do 30 czerwca 2007 Wörlitz należał do powiatu powiatu Anhalt-Zerbst. Do 31 grudnia 2010 samodzielne miasto.
Dzielnica leży na wschód od Dessau-Roßlau.
Znajduje się tutaj historyczny park wpisany na listę światowego dziedzictwa UNESCO.

## Współpraca
Miejscowość partnerska:
- Lambsheim, Nadrenia-Palatynat